# Posebna woreda Yem
Yem je jedna od woreda u Regiji Južnih naroda, narodnosti i etničkih grupa (RJNNEG) u Etiopiji. Budući da Yem nije dio niti jedne zone u SNNPR-u, smatra se Posebnom woredom, administrativnom jedinicom koja je slična autonomnom području. Yem je dobio ime po narodu Yem, čija se domovina nalazi u ovoj posebnoj woredi (vidi Kraljevstvo Janjero). Na zapadu i sjeveru Yem graniči s regijom Oromia, a od zone Guragea na sjeveroistoku i zone Hadija na istoku odvojena je rijekom Omo. Najviše planine u Yemu su Bor Ama, Azulu i Toba. Administrativno središte worede je Fofa.
Oblik poljoprivrede na temelju poticaja u ovoj woredi temelji se na žitaricama i ensetu. Važni usjevi su teff(?), pšenica, ječam i mahunarke. Ostali važni nepoljoprivredni izvori prihoda uključuju prodaju maslaca i doznake(?). Prema izvješću iz 2004. godine, Yem je imao 12 kilometara asfaltnih cesta, 11 kilometara cesta za sve vremenske uvjete i 31 kilometar cesta za suhe vremenske uvjete, s prosječnom gustoćom cesta od 81 kilometar na 1.000 četvornih kilometara.

## Demografija

### Popis 2007.
Na temelju popisa stanovništva iz 2007. godine koji je provela Središnja statistička agencija Etiopije (CSA), ova woreda ima ukupno 80.687 stanovnika, od kojih su 40.566 muškarci i 40.121 žene; s površinom od 647,90 četvornih kilometara, Yem ima gustoću naseljenosti od 124,54. Dok su 7.952 ili 9,86% urbani stanovnici, a 106 ili 0,13% stočari. U ovoj je woredi izbrojano ukupno 17.632 kućanstva, što rezultira prosječnim 4,58 osoba u kućanstvu i 17.204 stambenih jedinica. Tri najbrojnije etničke skupine zabilježene u ovoj woredi bile su Yem (90,57%), Oromci (5,41%) i Hadiya (1,27%); a sve ostale etničke skupine činile su preostalih 2,75% stanovništva. Yesma je kao prvi jezik govorilo 72,67% stanovnika, 22,63% govorilo je oromiffu, 2,57% govorilo je amharski, a 1,16% govorilo je hadiju; preostalih 0,97% govorilo je sve ostale prijavljene primarne jezike. 63,05% stanovništva reklo je da je prakticiralo etiopsko pravoslavno kršćanstvo, 27,09% bili su muslimani, a 9,61% su bili protestanti.

## Popis 1994.
U popisu stanovništva iz 1994. godine Yem je imao 64.852 stanovnika u 13.643 domaćinstva, od toga 32.382 muškarca i 32.470 žena; 1.065 ili 1,64% stanovništva bili su stanovnici gradova. Tri najbrojnije etničke skupine zabilježene u ovoj woredi bile su Yem (91,87%), Oromo (5,6%) i Hadiya (0,82%); sve ostale etničke skupine činile su 1,71% stanovništva. Jemsu je kao prvi jezik govorilo 79,05% stanovnika, a 19,24% govorilo je oromo; preostalih 1,71% govorilo je sve ostale prijavljene primarne jezike. 71,24% stanovništva reklo je da prakticira etiopsko pravoslavno kršćanstvo, 25,14% bili su muslimani, a 3,48% bili su protestanti. Što se tiče obrazovanja, 29,08% stanovništva smatralo se pismenim; 8,13% djece u dobi od 7 do 12 godina bilo je u osnovnoj školi; 2,33% djece u dobi od 13 do 14 godina bilo je u nižoj srednjoj školi, a 1,82% stanovnika u dobi od 15 do 18 godina bilo je u srednjoj školi. Što se tiče sanitarnih uvjeta, oko 10% urbanih kuća i 19% svih kuća imalo je pristup sigurnoj pitkoj vodi u vrijeme popisa; 69% urbanih i 33% ukupnih imalo je toalete.